# Албатрос WMZ 2
Албатрос WMZ 2 (нем. Albatros WMZ 2) је једномоторни, двокрилни двоседе хидроавион кога је 1912. одине развила и производила немачка фирма Albatros Flugzeugwerke за потребе немачке ратне морнарице. Овај авион је био први хидроавион Немачке царске морнарице и служио је за поморска извиђања.

## Пројектовање и развој
Фабрика Албатрос је јануара 1911. потписала уговор са Министарством војске за развој војног авиона на бази француског авиона Фарман III. Као резултат, први MZ.2 изграђен је почетком следеће године.
Нова летелица разликовала се од свог претходника већим размахом горњег крила са четири елерона, новом модернизованом гондолом пилота и немачким мотором Аргус од 100 коњских снага.
За поморску авијацију развијена је верзија летелице са пловцима WMZ 2. Ове летелице покретали су мотори снаге  до 120 KS.
Од марта 1912. године Немачки адмиралитет је поставио услов да сви немачки морнарички авиони морају бити у конфигурацији амфибија тј. да могу полетати како са тла тако и са водене површине, што је у то време био тежак захтев с обзиром на ограничне снаге мотора које су тада биле на располагању. Уклањањем точкова постављених на централни пловак Албатроса MZ.2 (Мерцедес од 70 кс), Оберлеутнант  Лангфелд успео је да први пут полети са водене површине 5. јула 1912. Када су точкови поново постављени, коришћен је систем који омогућио им да се подигну из воде. Да би се додатно смањио отпор воде и омогућило убрзање до брзине летења.
Званично незадовољство спорим резвојем хидроавиона довело је до првог немачког такмичења хидроавионима, одржаног у Хајлигендаму у августу и септембру 1912. где су само два авиона (Авиатик и Албатрос) испунила захтеве, У даљем интерном одабиру, РМА - Немачки адмиралитет је откупио  авион Албатрос (са мотором Аргус снаге 80 KS).

## Технички опис
Труп се састоји од два међусобно повезана решеткаста носача направљена од дрвених летвица. Решеткасти носач је повезан са унутрашњим подупирачима на крилима. Труп на крају носи хоризонтални стабилизатор и кормила правца. Канард је испред крила. Посада седи у гондоли која је смештена између крила. Поља решеткасте конструкције као и спојеви конструкција су дијагоналним затезачима од челичних жица додатно укрућени.
Мотор и потисна дрвена елиса фиксног корака се налази на крају гондоле иза кокпита пилота и извиђача. Испод горњег крила смештена су два цилиндрична метална резервоара за гориво. У овај авион су уграђивани линијски течношћу хлађени мотори: Мерцедес снаге 70 KS или Аргус снаге 100 KS.
Крила су правоугаоног облика и релативно танког профила. Доње и горње крило имају исту ширину крила, размах горњег крила је већи од доњег. Конструкција крила је направљени од дрвета. Облога крила је направљена од импрегнираног платна. Горње и доње крило су међусобно повезани са по три пара управних дрвеним упорница док четврти пар упорница спаја крајеве крила и оне су постављене укосо на површину крила.
Канард је аеродинамички уравнотежен и помера се директно из управљачке ручице преко управљачких каблова. На врху репа авиона се налази хоризонтални стабилизатор са кормилом висине који је повезан са предњим канардом. На крајњим стубовима решеткастих носача налазе се два кормила правца. Горње крило има четвороструке елероне, (по два са сваке стране крила) а доње двоструке елероне. Сви стабилизатори, кормила и елерони су израђени од дрвета пресвучени тканином. Контроле висине и елерона врше се помоћу ручица за управљање. Кормилом се управља ножном полугом. Тримовање се врши помоћу ручног точка.
Стајни органје изведен у две варијанта. Прва варијанта је са два степенаста главна пловка правоугаоног пресека. Ту је и пловак испод хоризонталног стабилизатора. На сваком главном пловку налазе се два точка. Прва испитивања су изведена без пловака са нормалном шасијом на точковима. Друго решење је са једним чуном постављеним испод гондоле а на крајевима крила су постављени пловци коју имају функцију да повећају стабилност при узбурканом мору.
Авион није био наоружан.

## Оперативно коришћење
Авиони МЗ.2 направљени су за испоруку немачким ваздухопловним снагама, а такође су се продавали приватницима у Немачкој и за извоз, укључујући један МЗ.2 које је приватно лице купило из Русије 1912. године, а неколико авиона је исте године испоручено ваздухопловном парку Бугарске. Управо је на МЗ.2 прва борбена мисија у Европи изведена 16. октобра 1912. године по старом календару.

## Земље које су користиле овај авион
- Немачко царство
- Бугарска
- Русија